# Шерлок Холмс у Вашингтону
Шерлок Холмс у Вашингтону (енгл. Sherlock Holmes in Washington) је амерички детективски филм из 1943. године, и пети филм у серијалу од четрнаест филмова о Шерлоку Холмсу у коме главне улоге играју Бејзил Ратбон и Најџел Брус. Филм је у потпуности оригиналан и није базиран ни на једној причи сер Артура Конана Дојла. Прича је смештена у време Другог светског рата. Строго поверљиви документ британске владе мора бити уручен америчкој влади, документ који би могао да промени и сам ток рата. Међутим, мистериозна смрт гласника и нестанак документа довешће у опасност судбину читавог човечанства. Шерлок Холмс и његов верни пријатељ доктор Вотсон покушаће да пронађу документ од судбоносног значаја.

## Радња
Британски тајни агент, Алфред Петибон, који носи витални тајни документ, бива убијен на путу да га преда у Сједињеним Државама. Британска влада се обраћа Шерлоку Холмсу за помоћ. Он закључује да је Петибон документ претворио у микрофилм. Избегавајући покушај атентата, он са доктором Вотсоном жури у Вашингтон како би га преузео пре него што падне у руке „међународног шпијунског прстена”. Холмс је сигуран да шпијуни још не поседују документ, јер су они претражили људе који су били у контакту са Петибоном на његовом путу. Шпијуни тада предају Петибоново тело Холмсу као средство застрашивања.
Пре своје смрти, Петибон је успео да преда микрофилм, сакривен у кутији шибица, у несвесне руке дебитанткиње из Вашингтона, Ненси Партриџ. Кутија шибица се несвесно преноси из руке у руку на Ненсиној вереничкој забави и завршава у нехотичном поседу главног шпијуна, Хајнриха Хинкела (који је у Вашингтону познат као наизглед угледни Ричард Стенли), када он њу киднапује.
Холмс прати шпијунски траг до антикварнице, где се суочава са Хинкелом. Током њиховог разговора, он чак говори да „човек који има тајни документ не зна да га има”, са кутијом шибица на видику. Холмс бива заробљен, али баш кад шпијуни треба да убију њега и Ненси, полиција, коју је Вотсон позвао по претходном договору са Холмсом, упада и након пуцњаве их спашава. Хинкел, међутим, успева да побегне, заједно са кутијом шибица. Холмс одлази до канцеларије сенатора Хенрија Бабкока, што Хинкела наводи да поверује да је микрофилм под печатом писма у поседу сенатора. Холмс долази први и, док Хинкел прислушкује, открива важност писма. Хинкел их држи на нишану и узима писмо, након чега га полиција хвата. Холмс затим узима шибице и запали писмо, пре него што открије да је микрофилм све време био у кутији шибица.

## Улоге
| Глумац           | Улога                        |
| ---------------- | ---------------------------- |
| Бејзил Ратбон    | Шерлок Холмс                 |
| Најџел Брус      | доктор Џон Вотсон            |
| Марџори Лорд     | Ненси Партриџ                |
| Хенри Данијел    | Вилијам Истер                |
| Џорџ Зуко        | Хајнрих Хинкел               |
| Џон Арчер        | поручник Пит Меријам         |
| Гавин Мјур       | господин Ланг                |
| Едмунд Макдоналд | детектив Гроган              |
| Терстон Хол      | сенатор Хенри Бабкок         |
| Џералд Хамер     | Алфред Петибон / Џон Грејсон |
| Мери Гордон      | госпођа Хадсон               |